# Göta Pettersson
Göta Pettersson (Stockholm, 18 december 1926 - Stockholm, 9 oktober 1993) was een Zweeds turnster. 
Pettersson werd met de Zweedse ploeg vier tijdens de Olympische Zomerspelen 1948, twee jaar later werd Pettersson  met haar ploeggenoten wereldkampioen in de landenwedstrijd. Tijdens de Olympische Zomerspelen 1952 won Pettersson de gouden medaille in de landenwedstrijd draagbaar gereedschap.

## Resultaten

### Olympische Zomerspelen
| Jaar | Plaats   | Resultaten                                                                              |
| ---- | -------- | --------------------------------------------------------------------------------------- |
| 1948 | Londen   | 4e in de landenwedstrijd                                                                |
| 1952 | Helsinki | in de landenwedstrijd draagbaar gereedschap 4e in de landenwedstrijd 37e in de meerkamp |

### Wereldkampioenschappen turnen
| Jaar | Plaats | Resultaten            |
| ---- | ------ | --------------------- |
| 1950 | Bazel  | in de landenwedstrijd |

1952: Evy Berggren, Vanja Blomberg, Ann-Sofi Colling, Karin Lindberg, Hjördis Nordin, Göta Pettersson, Gun Röring, Ingrid Sandahl ·
1956: Andrea Bodó, Erzsébet Gulyás, Ágnes Keleti, Alíz Kertész, Margit Korondi, Olga Tass